# Dragonhammer
A Dragonhammer egy olasz, dallamos power metalt játszó zenekar. 1999-ben alakultak.
Négy albumot jelentettek meg, az elsőt Blood Of The Dragon címmel 2001-ben, a másodikat pedig Time For Expiation címmel 2004-ben. 2013-ban és 2017-ben is megjelentettek albumokat.

## Tagjai
- Max Aguzzi – ének, gitár
- Alex Valdambrini – billentyűs
- Milko Morelli – dob
- Gae Amodio – basszusgitár

## Diszkográfia
- Age of Glory (demó, 2000)
- The Blood of the Dragon (album, 2001)
- Time for Expiation (album, 2004)
- The X Experiment (album, 2013)
- Obscurity (album, 2017)